# Sailly-en-Ostrevent

Sailly-en-Ostrevent este o comună în departamentul Pas-de-Calais, Franța. În 1 ianuarie 2022 avea o populație de 667 de locuitori.